# Маттергорн-Готтард-бан
Маттергорн-Готтард-бан (MGB) (нім. Matterhorn-Gotthard-Bahn) — одноколійна вузькоколійна залізниця в Швейцарії. Ширина колії — 1000 мм. MGB була створена у 2003 році через злиття Фурка-Оберальп-бан (FO) і Бриг-Фісп-Церматт-бан (BVZ). Назва походить від гори Маттергорн і перевалу Готтард.
Довжина її мережі становить 144 км, MGB прямує від Дісентіс в кантоні Граубюнден до Церматт в кантоні Валле, через перевал Оберальп і Андерматт в кантоні Урі, базисний тунель Фурка, Бриг і Фісп. Від Андерматт, прокладена залізнична гілка (раніше незалежний Шеллененбан (Schöllenenbahn)) до Гешенена, біля північного порталу залізничного тунелю Готтард.
Між Реальп і Обервальд, Маттергорн-Готтард-бан раніше перетинав перевал Фурка, на висоті 2,162 м над рівнем моря з 1.87-кілометровим тунелем, що проходить під перевалом. Його замінив базисний тунель Фурка на висоті 1,564 м над рівнем моря, завдовжки 15.34 км. Стара лінія, має мальовничий маршрут, що вельми приваблює туристів, є під орудою Dampfbahn Furka-Bergstrecke (DFB), що використовує ностальгічні паровози.
MGB має з'єднання з Ретійською залізницю в Дісентіс і Льодовиковий експрес проходить від Церматта до Санкт-Моріца, використовуючи колії обох компаній.
D 2007 році, було побудовано нову східну колію від станції Бриг, що проходить через привокзальну площу і під лінією що прямує до Симплонського тунелю. Стару 3,2-кілометрову колію через Натерс було закрито.

## Трафік
Крім Льодовикового експреса, в розкладі є пасажирські потяги між Бриг — Церматт, Бриг — Гешенен, а також Андермат — Дізентісом. MGB також експлуатує два човникових поїзда для транспортування автомобілів: Реальп-Обервальд через базисний тунель Фурка і Андерматт — Седрен, через перевал Оберальп, і багажний поїзд Тиш-Церматт. У зимовий сезон ходять спортивні поїзда Седрен-Діні й Андерматт-Нечен
Масштабні вантажні перевезення мають місце тільки між Фіспа і Церматтом і між Дісентіс і будівельний майданчик, що належить AlpTransit, базисний тунель Готтард біля Седрену.
Також MGB управляє автобусними лініями Ст. Никлаус — Грехен й Фіш — Ернен — Бінн.

## Гірські дистанції
| №. | Дистанція                          | відкрита компанією | Сьогоденна довжина | Нахил | напрямок | примітки                                                                          | примітки |
| -- | ---------------------------------- | ------------------ | ------------------ | ----- | -------- | --------------------------------------------------------------------------------- | -------- |
| 1  | Дізентіс–Зегнас                    | FO                 | 1797 m             | 70 ‰  | /        | Оригінальний нахил 90 ‰, зменшений відкриттям Нового тунелю в Дізентісе 1996—1999 |          |
| 2  | Діні–Чамутт–Перевал Оберальп       | FO                 | 6488 m             | 110 ‰ | /        |                                                                                   |          |
| 3  | озеро Оберальп–Нечен               | FO                 | 2879 m             | 65 ‰  | \        |                                                                                   |          |
| 4  | Нечен–Андерматт                    | FO                 | 4173 m             | 110 ‰ | \        |                                                                                   |          |
| 5  | Гешенен–Андерматт                  | SchB               | 2560 m             | 181 ‰ | /        |                                                                                   |          |
| 6  | Реальп–Тифенбах                    | FO                 | 2609 m             | 110 ‰ | /        | з 1981 — Парова залізниця Фурка (DFB)                                             |          |
| 7  | Тифенбах–Фурка                     | FO                 | 2982 m             | 110 ‰ | /        | з 1981 — Парова залізниця Фурка (DFB)                                             |          |
| 8  | Мутбах-Бельфедèре–Глеч             | FO                 | 3459 m             | 110 ‰ | \        | з 1981 — Парова залізниця Фурка (DFB)                                             |          |
| 9  | Глеч–Обервальд                     | BFD                | 4440 m             | 110 ‰ | \        | з 1981 — Парова залізниця Фурка (DFB)                                             |          |
| 10 | Фюрганген-Белльвальд–Фіш           | BFD                | 1486 m             | 90 ‰  | \        |                                                                                   |          |
| 11 | Лакс–Гренгіольс                    | BFD                | 2025 m             | 90 ‰  | \        |                                                                                   |          |
| 12 | Гренгіольс–Беттен Тальстаціон      | BFD                | 1240 m             | 67 ‰  | \        |                                                                                   |          |
| 13 | Аккерзанд–Штальден/Зас–Мюлебах     | VZ                 | 2064 m             | 125 ‰ | /        |                                                                                   |          |
| 14 | Кальпетран−Кіпфервальд–Ст. Никлаус | VZ                 | 2459 m             | 126 ‰ | /        |                                                                                   |          |
| 15 | Ст. Никлаус–Маттзанд               | VZ                 | 693 m              | 104 ‰ | /        |                                                                                   |          |
| 16 | Гербригген–Ранда                   | VZ                 | 2897 m             | 120 ‰ | /\       | обхід зсуву 1991 року в Ранда                                                     |          |
| 17 | Тесксанд–Кальтер Боден             | VZ                 | 942 m              | 124 ‰ | /        |                                                                                   |          |

## Галерея

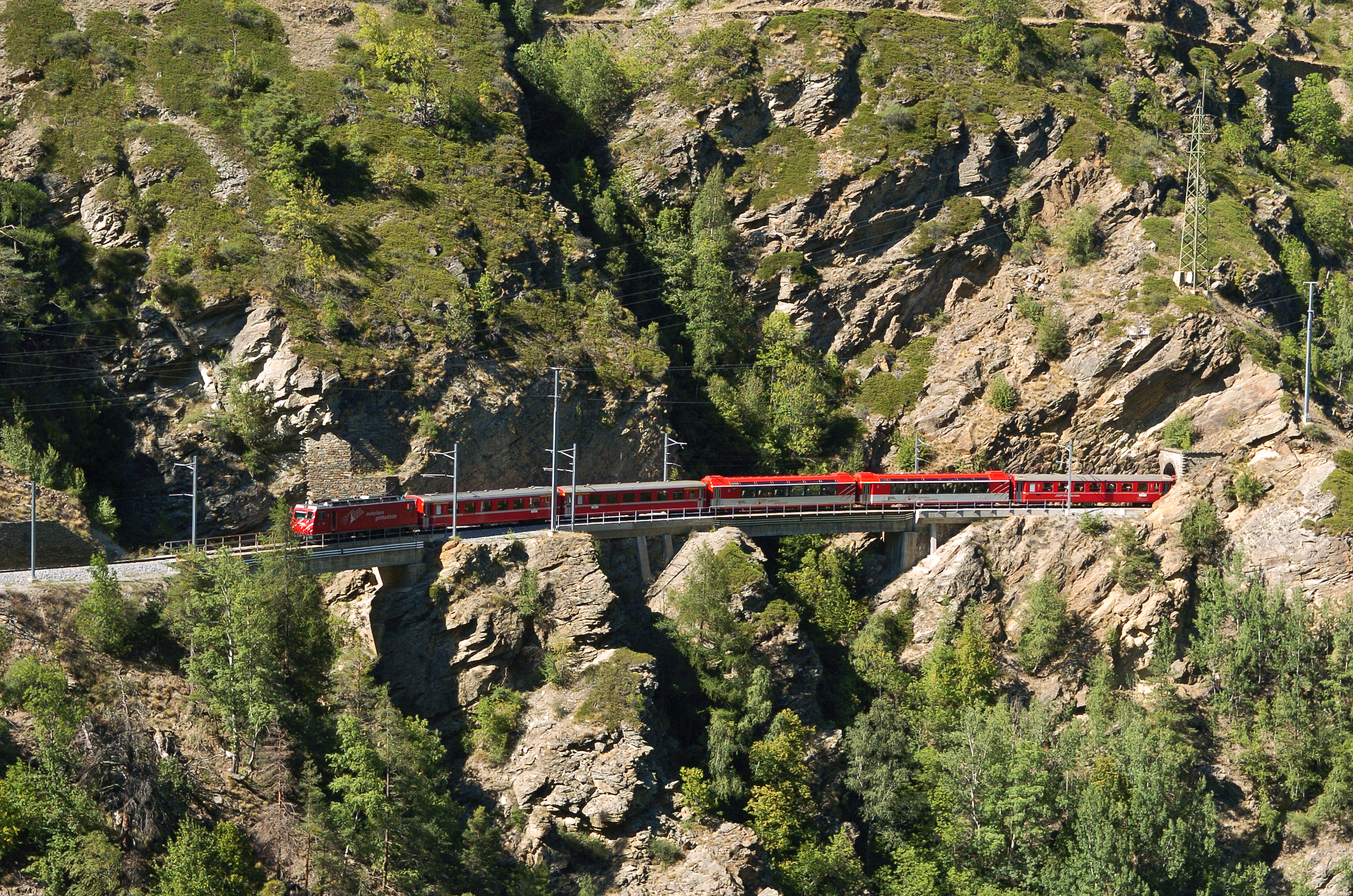
A train near Stalden
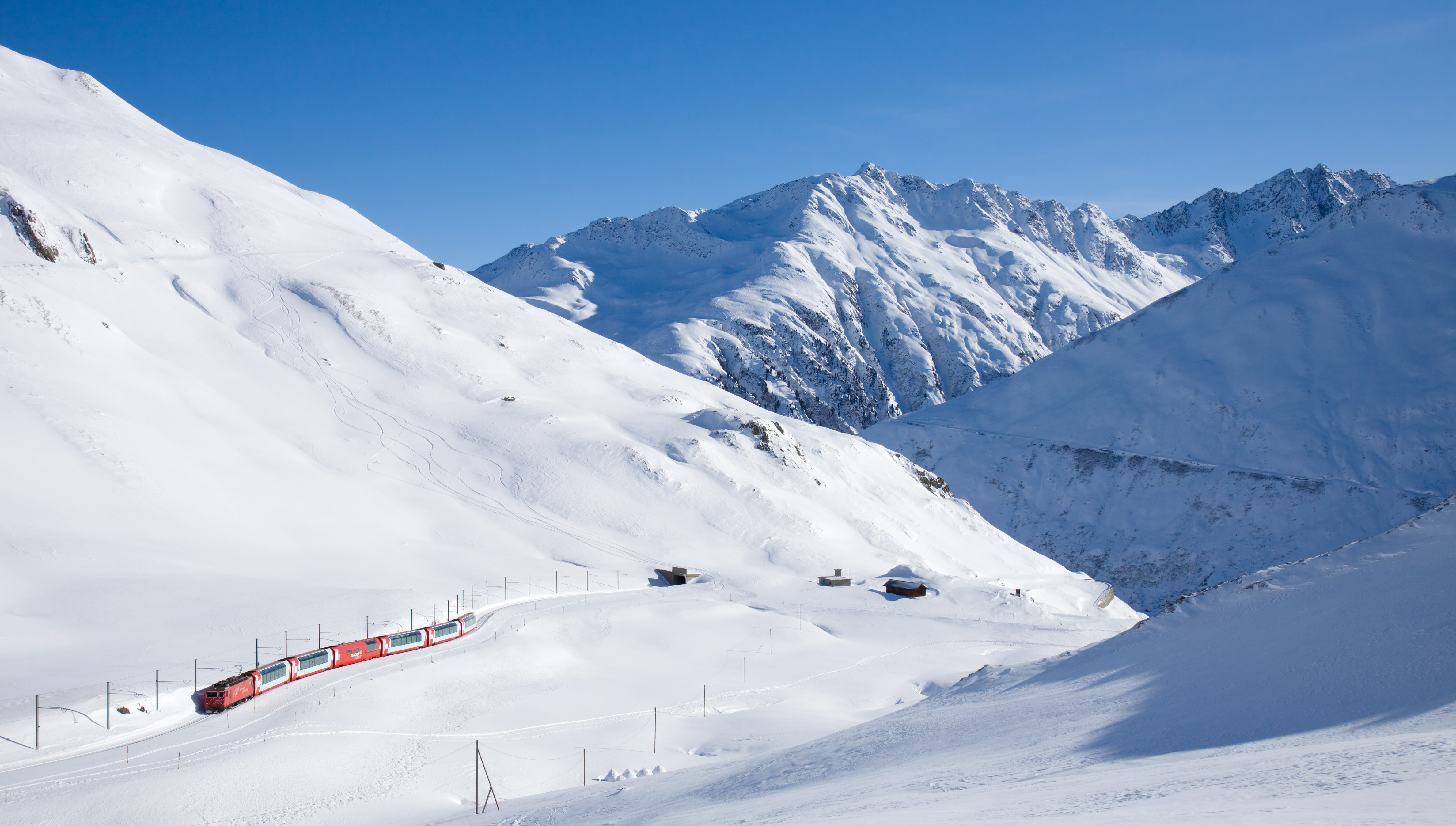
Glacier Express to Zermatt on the rack rail section just before Oberalp Passhöhe
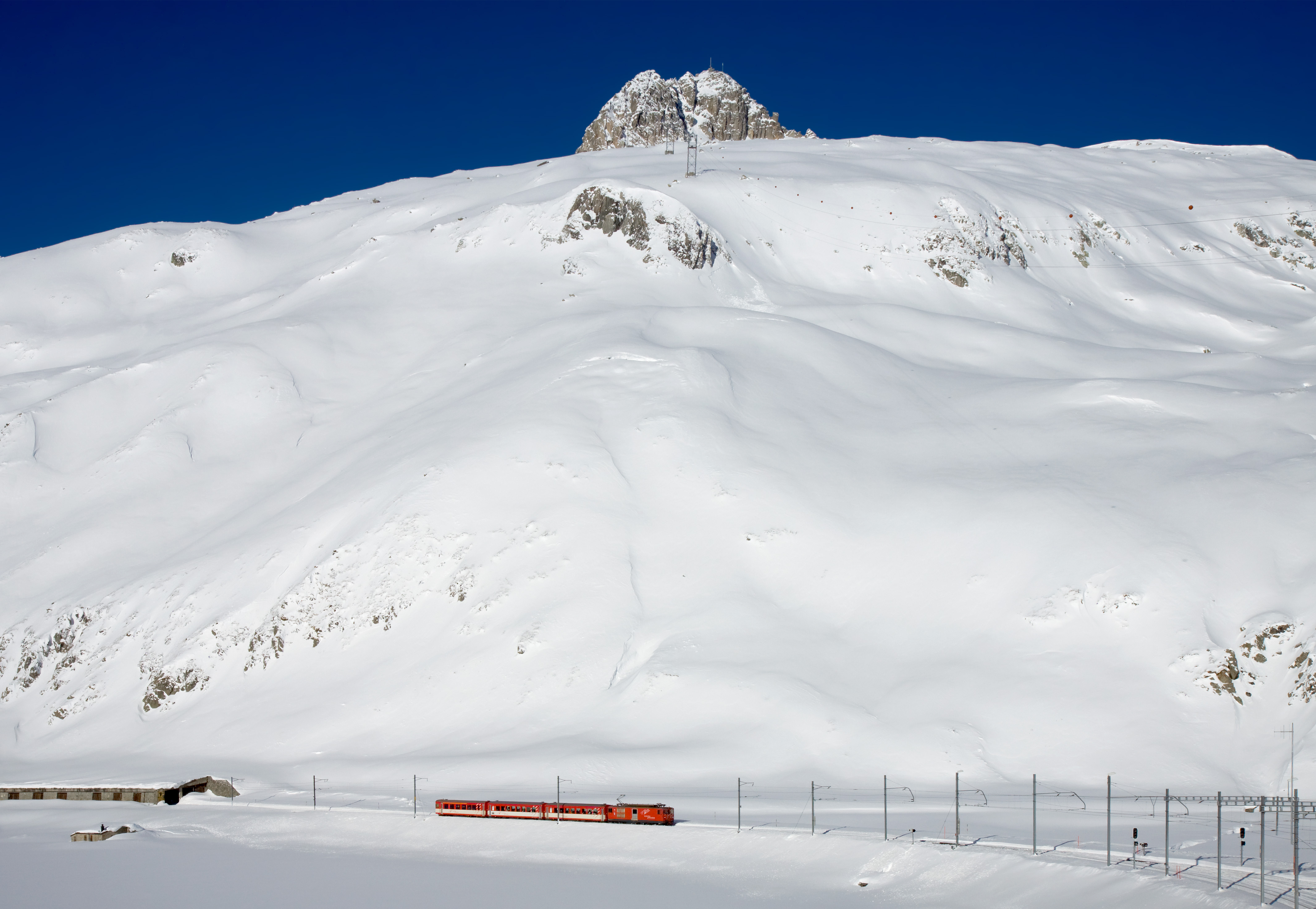
Push-Pull train at the Oberalpsee
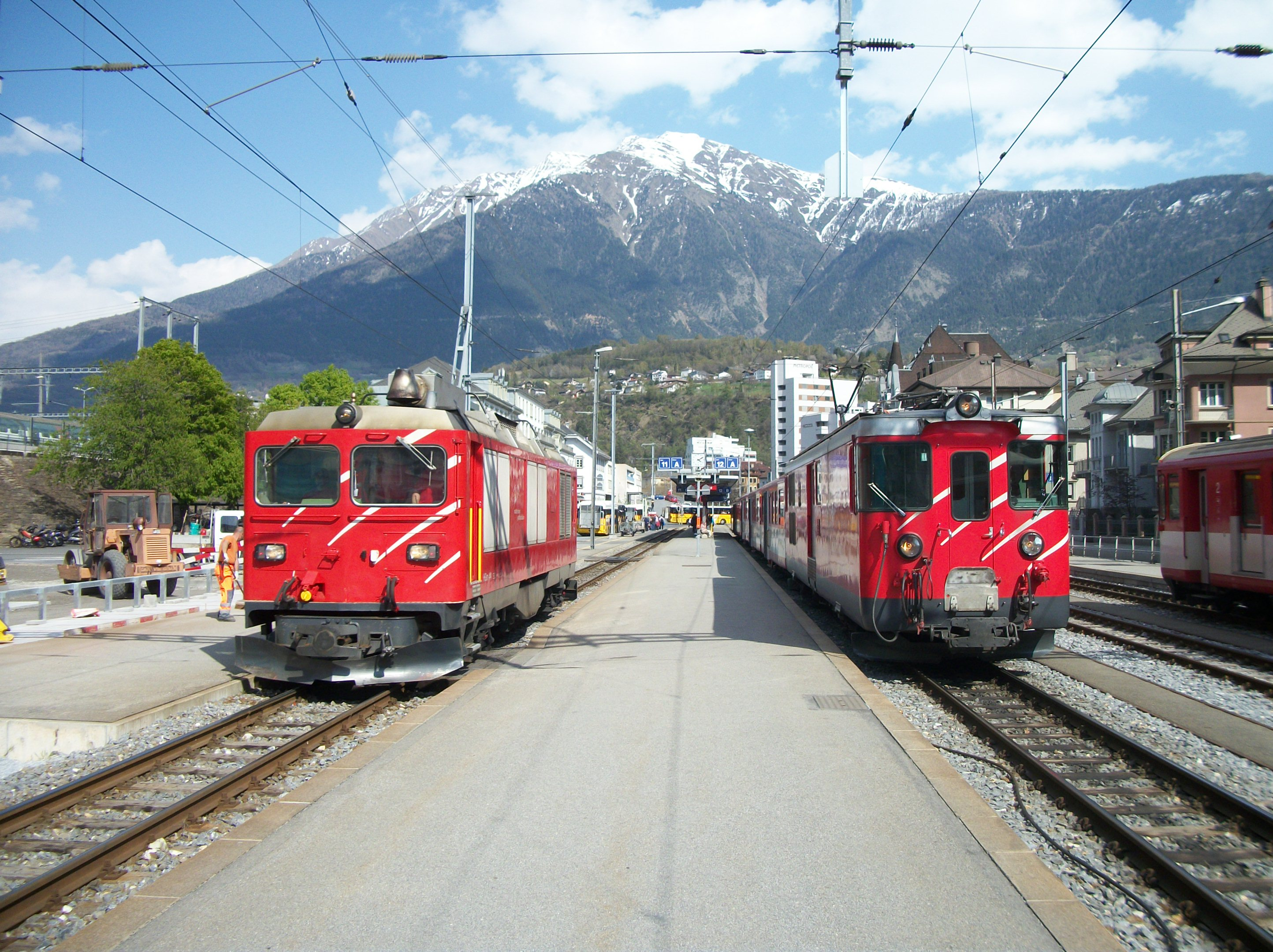
Matterhorn Gotthard Bahn trains at Brig, Switzerland